# Ghost Story Games
Ghost Story Games — американская компания-разработчик видеоигр, расположенная в Уэствуде, штат Массачусетс, и возглавляемая Кеном Левином. В Ghost Story Games вошли разработчики Irrational Games, таким образом был проведен своего рода ребрендинг прежней студии, который был призван позиционировать компанию как разработчика строго сюжетно-ориентированных игр.

## История студии
Ghost Story Games была основана бывшими сотрудниками Irrational Games. Команда имела в запасе нескольких успешных игр, в том числе BioShock и BioShock Infinite, созданные под руководством геймдизайнера Кена Левина. Левин рассказал, как много было стресса от завершения большого тайтла BioShock Infinite, и решил, что решительно урежет студию, дабы «переориентировать свою энергию на меньшую команду с более плоской структурой и более прямым отношением с геймерами. «Во многом это будет возвращение к тому, как мы начали: небольшая команда, создающая игры для основной игровой аудитории» — говорил Левин. В то время как Левин рассматривал возможность создания нового стартапа для своей работы, издательство Take-Two убедило Левина, что нахождение в структуре издателя как дочерней компании, будет являться лучшим вариантом для его студии..
В конце 2017 года стало известно о разработке студией «sci-fi шутера от первого лица с элементами immersive sim и под управлением движка Unreal Engine 4». Никаких других данных на тот момент представлено не было. В начале 2022 года издание Bloomberg сообщило, что первый проект студии находится в производственном аду последние семь лет. Опрошенные работники студии свидетельствовали о том, что разработка перезапускалась несколько раз, а «стиль управления Левина приводил к выгоранию среди сотрудников». 8 декабря 2022 года на мероприятии The Game Awards 2022 был показан трейлер будущей игры и впервые объявлено её название — Judas. Выпуск планируется для Windows, PlayStation 5 и Xbox Series X/S.

## Выпущенные игры
- В разработке — Judas[6]